# Perry (Arkansas)
Perry is een plaats (town) in de Amerikaanse staat Arkansas, en valt bestuurlijk gezien onder Perry County.

## Demografie
Bij de volkstelling in 2000 werd het aantal inwoners vastgesteld op 314.
In 2006 is het aantal inwoners door het United States Census Bureau geschat op eveneens 314.

## Geografie
Volgens het United States Census Bureau beslaat de plaats een oppervlakte van
1,1 km², geheel bestaande uit land.

## Plaatsen in de nabije omgeving
De onderstaande figuur toont nabijgelegen plaatsen in een straal van 16 km rond Perry.